# Reacció fotoquímica
La reacció fotoquímica succeeix quan una molècula, àtom o ió és excitat per un fotó i reacciona un cop està en aquest estat.
Conté dues fases principalment :
- 1. Recepció de l'energia lluminosa

{\displaystyle XY\ {\xrightarrow {h\nu }}\ XY^{*}}
- 2. Reacció química en si

{\displaystyle XY^{*}+CD\longrightarrow E+F+...}
En aquestes reaccions els electrons ocupen orbitals σ-antienllaçants s* i p*.
La variació de la temperatura no afecta gaire aquests processos.

## Velocitat de reacció
Es pot calcular el valor de la velocitat de reacció i la seva constant d'equilibri, tot i que en fotoquímica s'ha de tenir en compte la "concentració" de la llum.
{\displaystyle A_{2}\ \xrightarrow {h\nu } \ A^{*}+A^{*}\qquad \qquad \qquad {\frac {d[A]}{dt}}=J[A_{2}]\qquad \qquad \qquad J=\int I(\lambda )\sigma _{a}(\lambda ,T)\theta _{a}(\lambda ,T)d\lambda }